# Романи Челліні
Романи Челліні (англ. The Affairs of Cellini) — американська історична кінокомедія режисера Грегорі Ла Кави 1934 року.

## Сюжет
Скульптор 16-го століття домагається герцогині Флоренції, незважаючи на герцога.

## У ролях
- Констанс Беннетт — герцогиня Флоренції
- Фредрік Марч — Бенвенуто Челліні
- Френк Морган — Алессандро — герцог Флоренції
- Фей Рей — Анджела
- Вінс Барнетт — Асканіо
- Джессі Ральф — Беатріс
- Луї Келхерн — Октавіан
- Джей Ітон — Полверіно
- Пол Харві — Емісар
- Джек Рутерфорд — капітан гвардії